# Saint Martha Cove
Die Saint Martha Cove (spanisch Bahía Santa Marta) ist eine beinahe landumschlossene Bucht der westantarktischen James-Ross-Insel. Sie liegt südlich des Andreassen Point auf der nordwestlichen Seite der Croft Bay.
Ihr Name ist erstmals auf einer argentinischen Landkarte aus dem Jahr 1959 verzeichnet. Wahrscheinliche Namensgeberin ist Martha von Bethanien, eine Gestalt aus dem Lukasevangelium der Bibel. Das UK Antarctic Place-Names Committee übertrug diese Benennung 1964 ins Englische.